# 정병오
정병오(鄭炳五, 1950년 ~ )은 대한민국의 시인이다. 서울에서 태어나 한국방송통신대학 경제학과 졸업, 한국순수문학인협회 부회장을 역임하고 있다. 

## 약력
2002년 《월간순수문학》에 신인상 수상으로 〈순례하는 바람〉외 4편이 당선되어 등단했다.

## 수상
- 《제11회 영랑문학상 수상(2006년)》

## 저서

### 시집
- 《순례하는 바람》(영하, 2002) | ISBN 10-0004447131
- 《바람의 노래》(순수시선, 2006) ISBN 10-8991695221

#### 책 소개
- 《순례하는 바람》아름다운 산천을 보고 즐기며 내일의 꿈을 가꾸고, 나날이 살아가는 인생 속의 아픔과 그리움 속에 옛날의 젊음을 회상하고 오늘을 투시하며 삶의 길을 가다듬는 시이다.
- 《바람의 노래》는 소외된 자아를 회복하고, 중심 찾기를 모티브로 정체성에 대한 회의와 위기의식을 찾아 차분한 어조로 그려내고 있다.